# 双顶虫属
双顶虫属（学名：Amphitholus）是圆顶虫科下的一个属。

## 下属物种
本属包括以下物种：
- 棘双顶虫 Amphitholus acanthometra Haeckel, 1887，分布于南太平洋，包括东海等海域。